# Kris Anka
Kris Anka é um artista e arte-finalista de histórias em quadrinhos americano, mais conhecido por seu trabalho com a Marvel Comics em X-Men, Fugitivos, Capitã Marvel e seu re-design de 2014 da Mulher-Aranha. Em 2016, Anka ilustrou uma série do Senhor das Estrelas, escrita por Chip Zdarsky.

### Marvel Comics
- A+X #10 (2013)
- All-New X-Men Special #1
- All-New Ghost Rider #12 (com Felipe Smith) (2014)
- Capitã Marvel Vol 9, #1-10 (2016)
- Secret Wars: Secret Love, "Win A Date with Thor" (2015)
- Spider-Verse #2 (2015)
- Uncanny X-Men #11, 15, 23, 24, 26, 28, 33, 34, 600 (2013-2015)
- Wolverine Vol 6, #8-9 (2014)
- Wolverines #7 (2015)
- X-Men Vol 4, #10-12 (2013)
- X-Men: Battle of the Atom #10 (2013)
- Senhor das Estrelas (2016)
- Fugitivos (2017-)

### Capas
- A Era do Apocalipse #7-12 (2012)
- All-New X-Factor #1-20 (2014)
- Amazing X-Men Vol 2, #7, 14-16 (2014)
- Beauties #1 (2016)
- Deadpool Vol 3, #13-14 (2013)
- Fresh Romance #7 (2015)
- Glory #27, 30 (2012)
- Gwenpool Special #1 (2016)
- Dinastia M Vol 2, #1-4 (2015)
- The Hypernaturals #2-3, 7-9, 11 (2012)
- Ms. Marvel #10-12, 15-19 (2014)
- New Mutants #37-41 (2009)
- True Believers: The Groovy Deadpool #1 (2016)
- Uncanny Avengers #5 (2015)
- Uncanny X-Force #1-5, 7-14 (2013)
- X-Factor #249 (2013)